# Prieuré du Plessis-Grimoult
Le prieuré du Plessis-Grimoult est un prieuré du XIIe siècle de l'ordre des chanoines réguliers de saint Augustin situé au Plessis-Grimoult dans le département du Calvados.
L'ancien prieuré est inscrit aux monuments historiques depuis 1928, le jardin fortifié avec ses vestiges, le site archéologique sont classés en 1996.

## Historique

### Fondation
Grimoult du Plessis, l'un des principaux barons de la conspiration contre le duc de Normandie Guillaume le Bâtard et qui avait 10 600 hectares en douze paroisses autour de son enceinte castrale, voit son domaine confisqué en 1047 après la défaite de Val-ès-Dunes et rendu en 1074 à Odon, évêque de Bayeux frère de Guillaume le Conquérant pour établir le service divin. Il fait le partage et réunit au Plessis la prébende de Saint-Jean-le-Blanc. Le desservant, Richard Sanson, prêtre, chapelain de Guillaume, roi d'Angleterre, décide vers 1120 d'installer des chanoines réguliers dans une église du Plessis-Grimoult dédiée en 1131 à saint Étienne. Avec l'approbation du duc-roi Henri Ier, Richard de Douvres, évêque de Bayeux transfère les religieux à un kilomètre, au Champ Obert, afin que les chanoines puissent « y servir Dieu plus secrètement ».

### Les prieurs
Le prieuré compte jusqu'à cinquante-sept chanoines.
Le premier des chanoines, Richard Samson, fonde le monastère et son manoir presbytéral vers 1135, Nicolas Ier Coquin le transporte en 1153 au Champ-Osbert. Étienne Ier, descendant de Radulphe, ancêtre de Grimoult, continue la construction et reçoit l'église de Winerone en Angleterre. Henri Ier fait un procès aux templiers de Baugy. Guillaume III Causson construit l'église et la porte d'entrée du prieuré. Guillaume IV de Canteil réduit le nombre de chanoines de cinquante-sept à quarante-cinq dont vingt-deux claustraux et vingt-cinq prieurs curés. Guillaume V de l'Orme obtient le prieuré d'Yvrandes en même temps que celui du Plessis. Bertin Marivint commence le cartulaire. Gabriel Le Veneur (1480-1523) frère du cardinal Jean Le Veneur est le premier prieur commendataire. Il fait construire la porte principale et les deux tours de l'église du prieuré. Après Nicolas de Saint-Germain, Guillaume de Saint-Germain voit les calvinistes dévaster les bâtiments, brûler les titres, démolir le cloître. Louis Cochu prête-nom de Louis de Montmorency, perçoit les revenus, et Jean Le Bel prend possession en 1603. Suivent François III et Louis II de Montmorency, Étienne II Le Berger est le prête-nom de Louis de Montmorency. Georges du Fay et Jacques de Matignon précèdent Bossuet, précepteur du Grand Dauphin. Marie-Joseph d'Hostung fils du maréchal de Tallard, est nommé en 1704 puis Léonor, fils de Charles Auguste Goyon de Matignon maréchal de France. Louis-François de Berton du Prat est le 35e et dernier prieur du prieuré du Plessis-Grimoult avant sa vente comme bien national.

### La fonction pastorale
Le prieur du Plessis-Grimoult nomme à un grand nombre de cures. Les chanoines ont charge d'âmes dans les paroisses du Plessis, 
Roullours, Carville, Chênedollé, Truttemer, Montsecret, Sainte-Honorine-la-Chardonne, Saint-Jean-le-Blanc, Campandré, Montchauvet, Frênes, Saint-Vigor-des-Mézerets, Périgny, Cauville, Proussy, Bernières-le-Patry, Maisoncelles-la-Jourdan, Estry, Saint-Christophe-d'Enfernet, Beauchêne, Clairefougère, Saint-Cornier-des-Landes, Saint-Jean-des-Bois, Saint-Quentin-les-Chardonnets, Yvrandes, Bonnemaison, Courvaudon, Bully, Feuguerolles, Fontaine-Étoupefour, Rosel, La Cambe, Saint-Clément-sur-le-Vey, Mondrainville, Noyers, Planquery, Saint-Germain-d'Elle, Bretteville-le-Rabet,Campeaux, Colombelles, etc.

### Le temporel

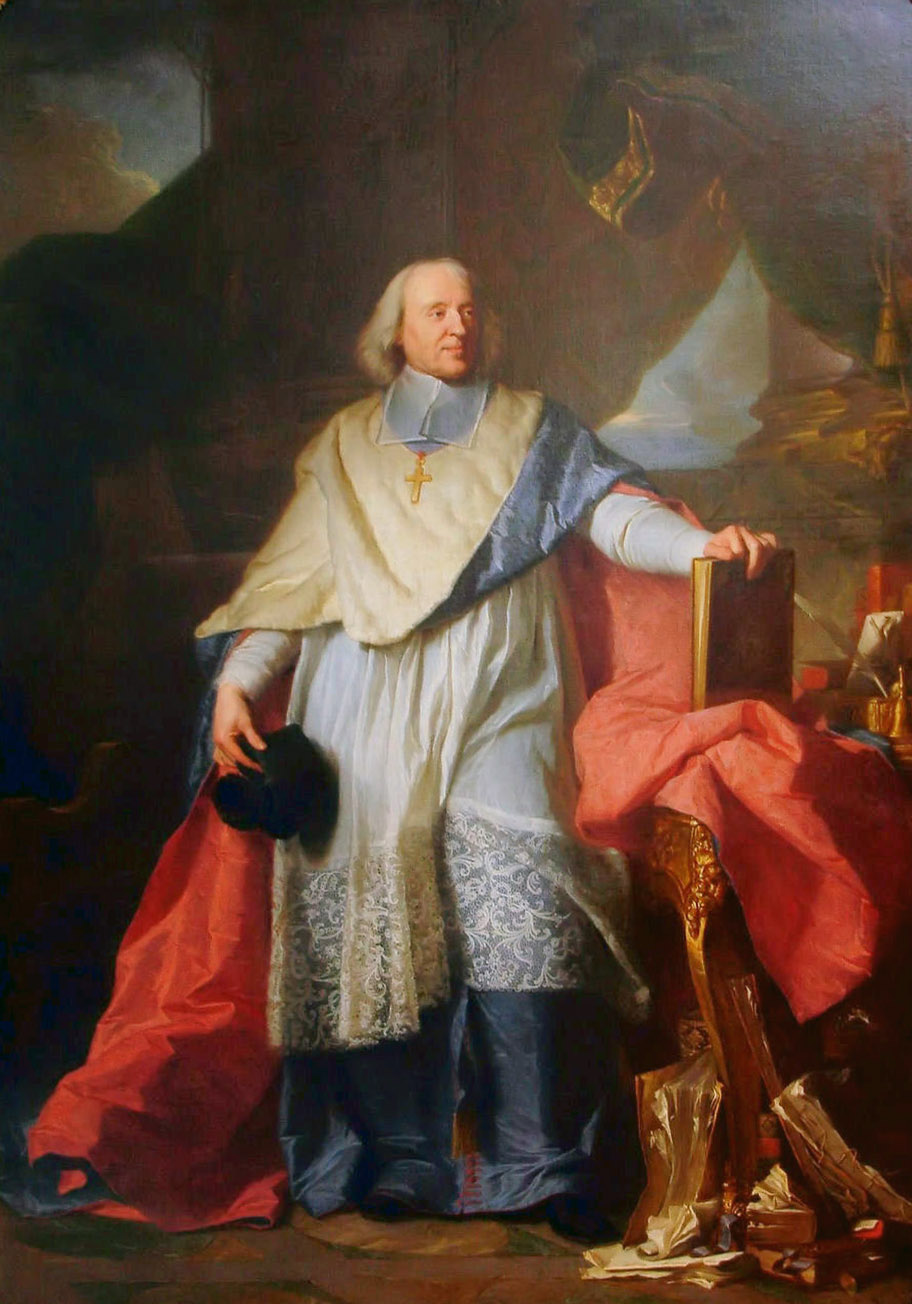
Bossuet.

On comprend que le roi donne en 1671 à Bossuet, précepteur du Dauphin, le prieuré du Plessis-Grimoult vu l'importance de ses revenus.
Les donations les plus importantes sont celles des ducs et rois d'Angleterre comme Henri qui apporte l'église et la dîme d'Yvrandes pour mettre sept chanoines, le bois mort de la forêt de la Lande Pourrie, 100 livres d'argent et le moulin. Le comte de Gloucester donne l'église de Winburg en Angleterre.
Le prieur nomme à trente-neuf bénéfices, récolte les dîmes ou traits de dîme de quarante-six paroisses, de nombreux patronages d'églises, la prébende de Saint-Jean-le-Blanc, des centaines de rentes et de terres, 80 hectares à Roullours, des bois : mont Pinçon, Roucamps, Saint-Christophe-de-Chaulieu, des fiefs, des moulins, des viviers, des vignes à Airan, des maisons, le manoir du château de Vire, des droits sur le marché de Villers-Bocage et des marais à La Cambe. On note en 1258, un accord des religieux avec les templiers sur les dîmes de Baugy dans les paroisses de Planquery et de Bretteville-le-Rabet.

## Description

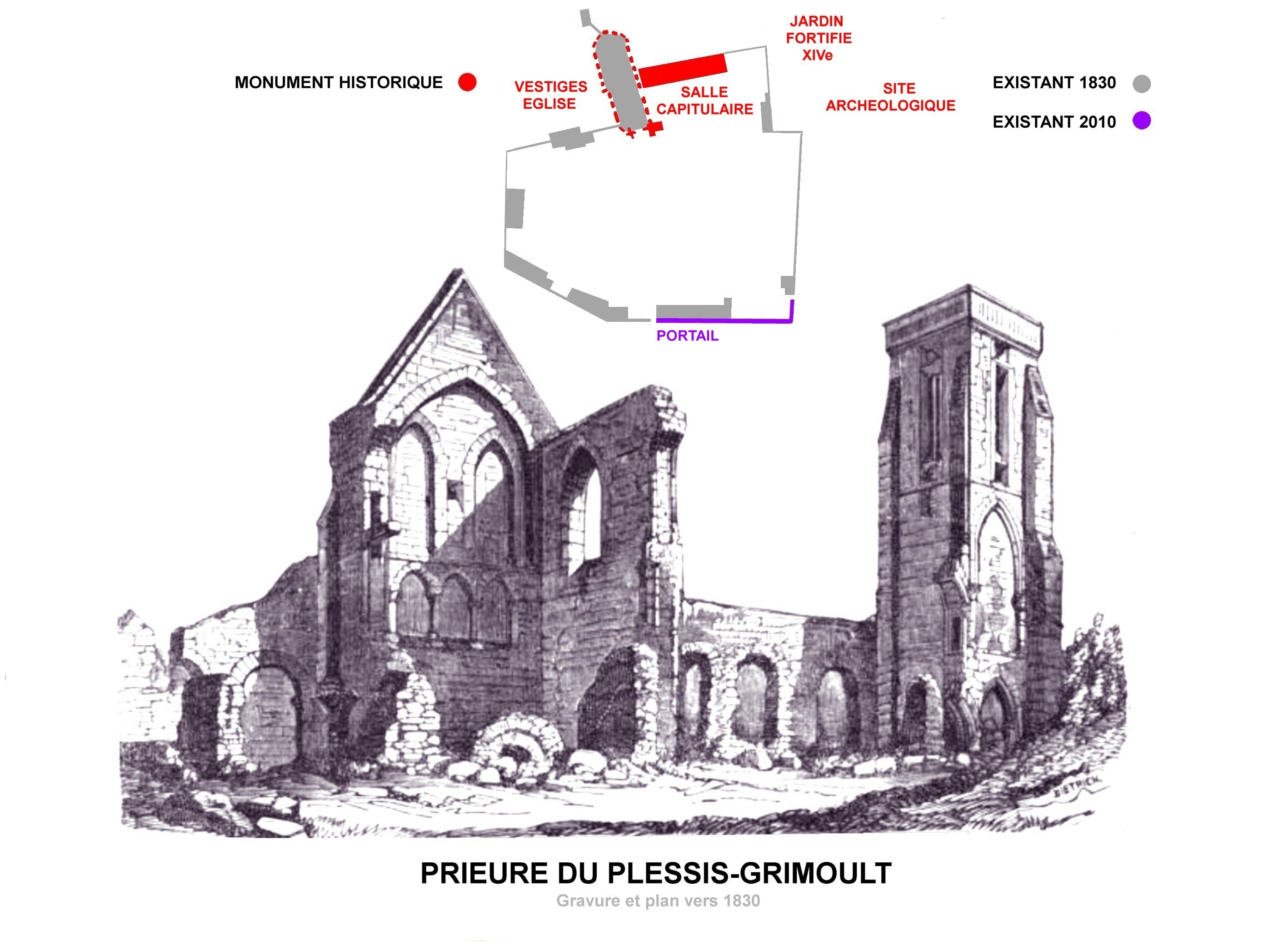
Le prieuré en 1830.

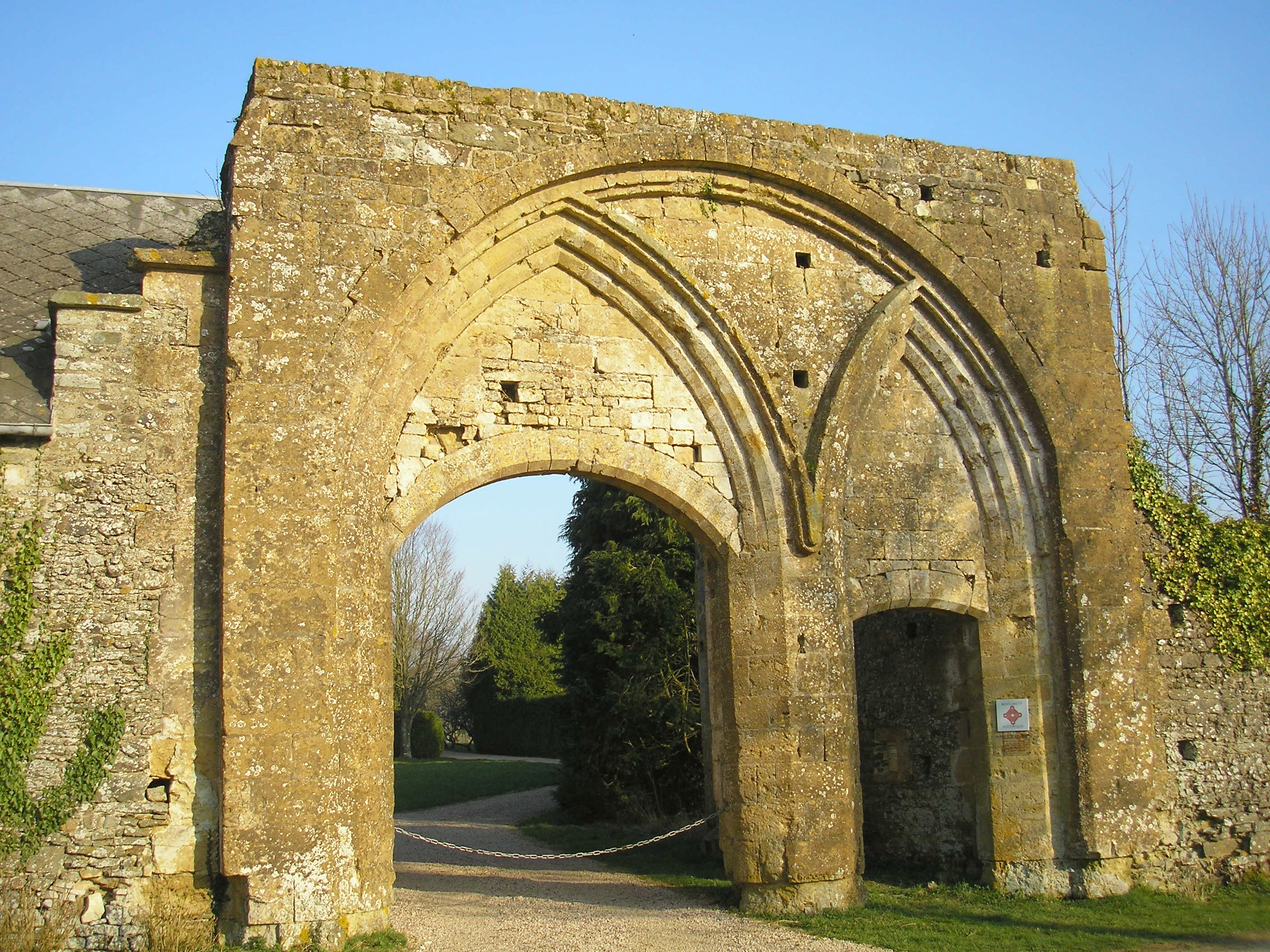
Le portail.

En 1830, quand Arcisse de Caumont arrive sur la colline du Plessis, il aperçoit l'église avec transept se terminant par une abside. Plusieurs colonnettes ont des chapiteaux qui annoncent le XIIIe siècle. La tour ne parait pas aussi ancienne que le chœur. La plateforme doit avoir remplacé une pyramide de charpente. On voit encore tout le côté oriental des bâtiments qui bordent la cour du cloître. La salle capitulaire a été réduite et semble se terminer à l'est par une espèce d'abside. Deux portes s'ouvrent sur la galerie du cloître, les chapiteaux des colonnes sont de la fin du XIVe ou du XVe siècle. Dans les autres pièces du rez-de-chaussée, les colonnes à huit pans ont des chapiteaux qui sont peut-être du XIVe. On voit une belle cheminée dans une pièce que l'on croit être la cuisine. Des jardins et plus loin des étangs se trouvent à l'est. À l'ouest de la cour extérieure du prieuré, le portail semble du XIIIe ou du XIVe siècle.

### Le jardin fortifié

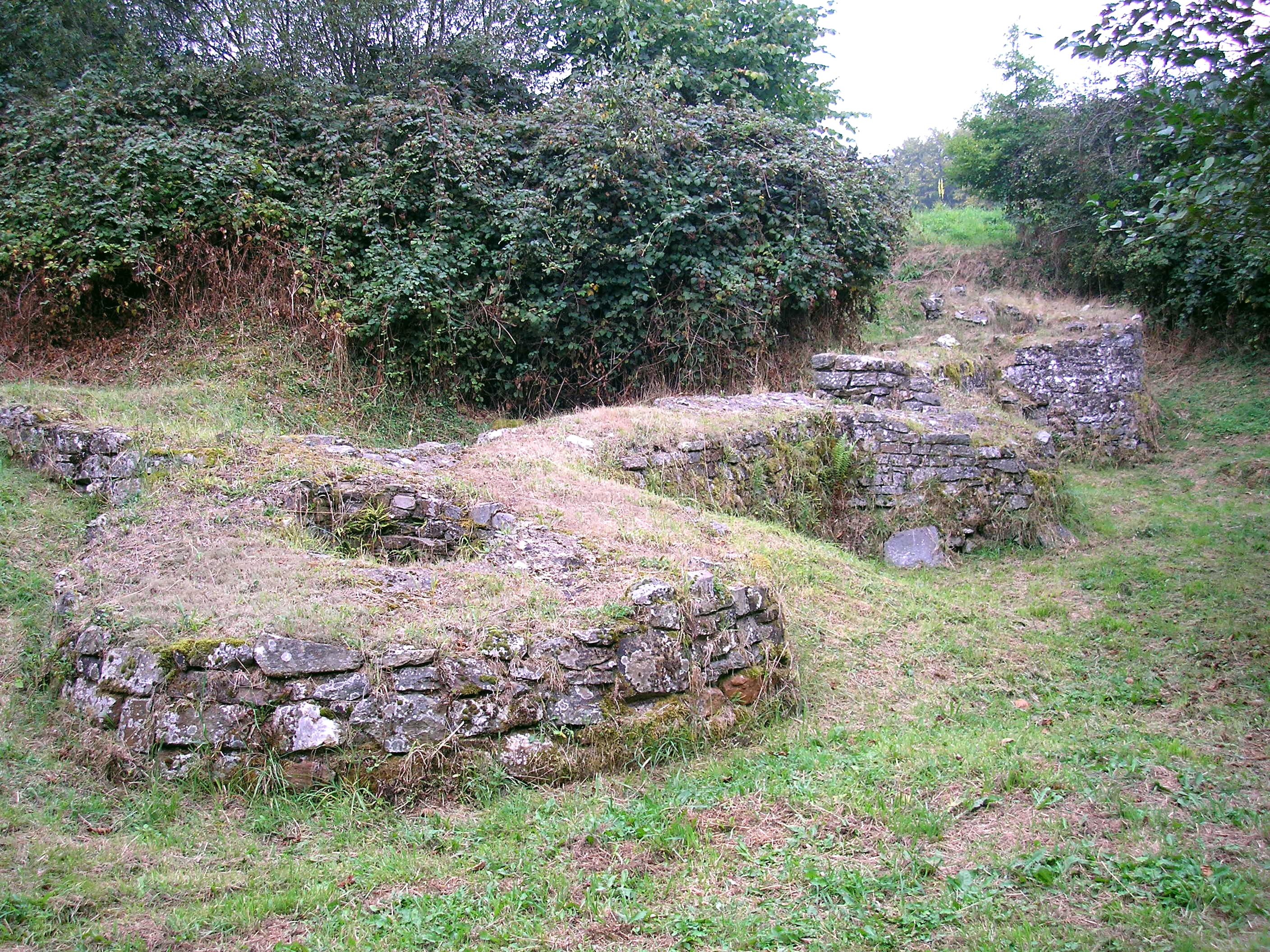
Le jardin fortifié.

En 1973, à environ 50 mètres au sud-est du prieuré dont l'origine remonte au XIIe siècle, sont découverts les vestiges d'un jardin fortifié. Ce petit verger  clos de murs qui symbolise l'idéal du jardin et correspond à l'image du jardin de la Vierge est à la confluence de deux courants symboliques, religieux et profane ayant un rapport avec l'image de l'Éden. L'enceinte de 10 × 12,70 m est flanquée de deux tours circulaires aux angles et d'une tour en « U » ouverte à la gorge au milieu de la courtine. Les tours dont le diamètre ne dépasse pas 1,50 m ont des murs épais de 1 m. Cette mini-fortification est datée du XIVe siècle.

### Les plates-tombes
En 1751 sont découvertes deux plates-tombes en céramique, monuments funéraires à l'effigie du défunt, généralement accompagnés d'une épitaphe. La qualité du dessin incite à penser que les potiers travaillent avec les imagiers qui réalisent les dalles funéraires. Elles font partie du groupe du Bessin dont le centre de production se situe autour du Molay.

## Héraldique
Les armes du prieuré se blasonnent : de gueules à deux lions d'or passant l'un sur l'autre.
1742, Étienne, prieur du Plessis-Grimoult, cachet ovale de 20 mm. Écu portant : deux lions passant l'un sur l'autre, timbré d'une mitre et d'une crosse dans un cartouche. Présentation à la cure de Bretteville-le-Rabet.